# 香港中文大學社會科學院
香港中文大學社會科學院為香港中文大學八大學院之一，設有6個學系及2間學院，另設3個本科生、7個研究院跨學科課程。社會科學院總部設於崇基學院信和樓，各學系及學院教學大樓分佈校園各地。

## 旗下學系
- 香港中文大學經濟學系（ECON, Economics）
- 香港中文大學地理與資源管理學系（GRMD, Geography and Resource Management）
- 香港中文大學政務與政策科學學院（SGPS, School of Governance and Policy Science）
- 香港中文大學心理學系（PSYC, Psychology）
- 香港中文大學社會工作學系（SOWK, Social Work）
- 香港中文大學社會學系（SOCI, Sociology）
- 香港中文大學建築學院（ARCH, Architecture），設於綜合教學大樓AITB（香港唯一供建築學院專用教學大樓；而該大樓通常稱為「建築學院」）
- 香港中文大學新聞與傳播學院(COMM, Journalism and Communciation)
- 香港中文大學性別研究學系(GDRS, Gender Studies)

## 旗下研究中心[1]
- 評估培訓中心
- 傳播與民意調查中心
- 建築文化遺產研究中心
- 中國家庭研究中心
- 公民社會研究中心
- 認知與腦研究中心
- 發展心理學中心
- 環境政策與資源管理研究中心
- 中國城市住宅研究中心
- 生活質素研究中心
- 社會與政治發展研究中心
- 中國環境戰略研究中心
- 臨床及健康心理學中心
- 社區參與研究小組
- 香港中文大學-南開大學社會政策聯合研究中心
- 經濟研究中心
- 環境與可持續設計小組
- 家庭及小組實務研究中心
- 性別研究中心
- 全球經濟及金融研究所
- 太空與地球信息科學研究所
- 心智綜合復康中心
- 國際事務研究中心
- 地球信息科學聯合實驗室
- 公共政策研究中心
- 青少年和兒童研究單位
- 圓玄衛星遙感研究中心

## 提供課程

### 本科生課程
各學系均提供其對應主修課程，另設城市研究及全球研究跨學科主修課程。除建築學院外，所有學系均同時提供一至數個其對應的副修課程。有關副修對大部分中大學生開放，而社會科學院的主修學生，亦可選修大部份社會科學院以外之副修課程。
另外，社會科學院學生都和其他中大學生一樣，至少修讀99學分，並需修讀4個通識教育課程(共12學分)。而入學方面的程序，也和中大相同，包括聯招及其他方法。

### 碩士/博士課程
所有教學部門均提供其對應主修哲學碩士(MPhil)、哲學博士(PhD)、理碩士(MSc)、社會科學碩士(MSSc)或文學碩士(MA)課程。

## 學生組織
香港中文大學社會科學院本科生均成立各學生組織，負責提供活動及學術交流平台予相關同學。

## 外部連結
- 香港中文大學社會科學院 （页面存档备份，存于）